# 周鉉
周鉉（？—？），字百里，號弱峯、弱生，南直隶常州府武進縣人，明朝政治人物。

## 生平
万历十九年（1591年）辛卯科应天乡试舉人，三十二年（1604年）甲辰科进士，吏部觀政，授行人司行人，三十三年四月充副使，持节册封秦府永寿王朱敬镛嫡长子朱誼況为永寿王，谈氏为永寿王妃。